# Paraleuctra alta
Paraleuctra alta är en bäcksländeart som beskrevs av Baumann och Bill P.Stark 2009. Paraleuctra alta ingår i släktet Paraleuctra och familjen smalbäcksländor. Inga underarter finns listade i Catalogue of Life.